# 里井浮丘
里井 浮丘（さとい ふきゅう、寛政11年（1799年） - 慶応2年9月11日（1866年10月19日））は、江戸時代後期の商人、国学者である。浮丘は号であり、名は孝幹（たかもと）、通称は治右衛門、字は元礼といい、別号に快園、跛鼈などがある。

## 生涯
1799年（寛政11年）、和泉国日根郡の有名氏族である里井家の一族で廻船問屋を営む里井治右衛門家（清順）の四男として生まれる。
長男孝胤が分家独立し、二男三男は早世したため、浮丘が治右衛門として家業を継ぐ。治右衛門家は廻船業を営み富を築く一方、代々好学で、祖父克孝は漢学を修め詩文をよくし父もこれにならい、蔵書も豊富であったため浮丘は幼い頃から自然と書物に親しんでいった。13歳の時、兄と共に紀州の儒者内藤慎につき経史等の漢学を修め、書は京の松本研斎に学び絵も習った。ゆえに書画の鑑識に優れ、家業を営む傍ら、豊富な財力で中国の書画をはじめ優品を所蔵し、時には盛宴を開き、その席に秘蔵の書画を展観した。そのため、文人墨客との交わりが深く岡田半江、小田海僊、貫名菘翁、日根対山、篠崎小竹等が名を連ねている。
1836年（天保7年）には、38歳で友人である斎藤楽亭を介して大国隆正の門人となり国学を学ぶ。交際範囲はさらに広くなり国学者や勤王の志士達が彼を訪れるようになり、鈴木重胤のほか、藤本鉄石、梁川星巌ら尊攘派との交遊があった。浮丘は漢詩文・和歌・随筆・日記等多数の作品を著作を残しており、『甘庶論』『日省録』などの著作のほか、『快園遺稿』には約500編の漢詩文、『肢髄集』には1700首を超える和歌が収められている。
また、家業の廻船業の他、砂糖の仲買人も兼ね土地も所有していたが、里正も務めた村役人でもあった。1857年（安政4年）、59歳で家督を子息の孝準に譲り、1860年（万延元年）には村役も辞した。1866年（慶応2年）に他界した。